# Almanbet Matoubraimov
Almanbet Matoubraimov (Алманбет Матубраимов) (né en 1952) est un homme d'État kirghiz, président du Parlement et brièvement le Premier ministre par intérim du Kirghizistan. Il a succédé à Toursounbek Tchinguichev le 13 décembre 1993 et a été remplacé le lendemain par Apas Djoumagoulov.